# 아틀란티스 (2019년 영화)
아틀란티스(우크라이나어: Атлантида, 영어: Atlantis)는 2019년 우크라이나에서 개봉된 영화이다.

## 개요
전쟁으로 황폐해진 동부 우크라이나의 한 은퇴한 군인이 제련소에서의 일자리를 잃는다. 그의 새 직업은 시체를 발굴하는 것이다.